# Heinrich Wölfflin
Pour les articles homonymes, voir Wölfflin.
Heinrich Wölfflin, né le 21 juin 1864 à Winterthour et mort à Zurich le 19 juillet 1945, fils du philologue classique Eduard Wölfflin, est un historien de l'art, écrivain et professeur suisse.

## Biographie
Heinrich Wölfflin suit des études de philosophie à l'Université de Bâle, formation qu'il poursuit ensuite à l'Université Humboldt de Berlin sous le professorat de Wilhelm Dilthey, mais la thèse qu'il soutient pour les conclure, intitulée Prolegomena zu einer Psychologie der Architektur (Prolégomènes à une Psychologie de l'Architecture) achève de le diriger vers l'histoire de l'art. En 1893, Heinrich Wölfflin succède à son maître, Jacob Burckhardt, comme professeur d'histoire de l'art à l'Université de Bâle. Il est ensuite nommé professeur aux universités de Berlin en 1901, de Munich en 1912 et de Zurich en 1924. Parmi ses élèves figurent August Grisebach, Ernst Gombrich, Sigfried Giedion, Kurt Gerstenberg, Carl Einstein, Ferdinand Springer, Naum Gabo, Fritz Wichert et Hans Rose. Il repose à Bâle au cimetière du Wolfgottesacker.

## Apports théoriques
Heinrich Wölfflin a contribué, entre autres, à l'histoire de l'évolution du classicisme, qu'il désigne alors seulement comme le style Renaissance, au baroque, à l'élaboration de principes formels diachroniques permettant la classification des styles, ainsi qu'au rapport psychologique entre une œuvre architecturale et un spectateur. Ses définitions font référence, au point que l'on en vienne à parler, comme le critique d'art espagnol Eugenio d'Ors, de « baroque wölfflinien » pour désigner l'approche historiographique du baroque faisant autorité depuis Wölfflin. Son œuvre majeure, Principes fondamentaux de l'histoire de l'art (1915), influence largement l'étude de l'histoire des styles.

### Analyse du style
L'apport principal de Heinrich Wölfflin consiste dans sa méthode d'analyse des peintures, des sculptures et des ouvrages architecturaux : la relation entre les éléments formels d'une œuvre, comme le coloris, le nombre et la disposition des figures, la délimitation des silhouettes ou les proportions d'un bâtiment, sont la première étape de l'explication de l'œuvre et constituent ce que Wölfflin nomme le style individuel. Ces styles individuels, comparés les uns aux autres, laissent apparaître soit des différences, soit des caractéristiques communes qui, ordonnées en plus grands groupes, permettent enfin la détermination d'un style d'école, d'un style de pays et d'un style de peuple.

### Principes fondamentaux de l'histoire de l'art
C'est principalement en s'appuyant sur une telle comparaison d'œuvres de la Renaissance et d'œuvres baroques que Wölfflin développe, dans son principal ouvrage, Kunstgeschichtliche Grundbegriffe (Principes fondamentaux de l'histoire de l'art, 1915), des principes formels, à la fois opposés et complémentaires, grâce auxquels il est possible de déterminer les éléments formels de ces styles. Ces principes sont au nombre de cinq :   
1. Le linéaire et le pictural : où le style linéaire porte l'accent sur la délimitation des objets, des volumes et des figures, tandis que le style pictural tend à effacer ces délimitations.
2. Le plan et la profondeur : où le style par plan tend à la juxtaposition des figures ou des volumes sur un ou plusieurs mêmes plans, alors que le style par profondeur relie, généralement par perspective, les figures entre elles afin d'empêcher l'apparition d'un plan.
3. La forme fermée et la forme ouverte : la forme fermée désignant les compositions arrangées autour des éléments structurels ; elle est plutôt forme ouverte lorsque ces éléments sont dissimulés, voire inexistants.
4. La pluralité et l'unité : où la pluralité consiste en la multiplication et la distinction des volumes ou des formes ; la composition tend à l'unité lorsque les objets, les volumes ou les figures sont mêlés, reliés entre eux, en sorte de former comme un seul et même corps.
5. La clarté et l'obscurité : dans le style clair, ou, selon Wölfflin, le style de la clarté absolue, la lumière, la clarté des formes, correspond à la représentation idéale des formes ; quant au style obscur, ou, plus précisément, le style de la clarté relative, il n'est pas tant en opposition nette au style clair, mais plutôt un style où la clarté est subordonnée au sujet ou bien à la destination de l'œuvre.

### Succession des styles
La description des styles individuels ainsi que l'analyse par les principes fondamentaux permet d'expliquer les œuvres d'art en propre, mais ni l'une ni l'autre ne suffit à rendre compte de l'histoire de l'art en général et de l'évolution des styles. Heinrich Wölfflin, pour répondre à cette question de l'évolution des styles, et inspiré par Jacob Burckhardt, son maître à l'Université de Bâle, apporte à sa méthode des éléments d'histoire culturelle, et en particulier d'une histoire de la vision : 
Pourquoi la Renaissance a-t-elle pris fin ? Pourquoi est-ce précisément le style baroque qui lui succède ? [...] La réponse à cette question peut faire état de la loi de l’émoussement ; on la rencontre en effet fréquemment. Les formes de la Renaissance ont perdu leur attrait ; ce qui a été vu trop souvent n’agit plus ; le sentiment de la forme, qui s’est affaibli, demande un renforcement de l’impression donnée. L’architecture satisfait à ce désir de renforcement et devient baroque. 
Cette première théorie, permettant l'explication des styles, et qu'il tient des thèses développées en 1887 par Adolf Göller dans Zur Aesthetik der Architektur (Esthétique de l’Architecture), n'est toutefois qu'une première hypothèse, que Wölfflin complète par une seconde théorie, la théorie de l'empathie (Einfühlung), celle-ci inspirée de Johannes Volkelt, selon lequel l'expérience esthétique dépend d'une analogie, faite par le spectateur, entre les parties d'une œuvre, particulièrement un ouvrage architectural, et les parties de son propre corps, c'est-à-dire ses propres membres.

## Œuvres
Liste non exhaustive
- 1886 - Prolegomena zu einer Psychologie der Architektur (Prolégomènes à une psychologie de l'architecture, trad. B. Queysanne, Paris, Éditions de la Villette, 2005)
- 1888 - Renaissance und Barock (Renaissance et Baroque, trad. G. Ballangé, Marseille, Parenthèses, 2017)
- 1891 - Die Jugendwerke des Michelangelo
- 1899 - Die klassische Kunst. (L'Art classique, trad. C. de Mandach, Saint-Pierre-de-Salerne, Monfort, 1989)
- 1896-1915 - Wie man Skulpturen aufnehmen soll (Comment photographier les sculptures, trad. J.-C. Chirollet, Paris, L’Harmattan, 2008)
- 1915 - Kunstgeschichtliche Grundbegriffe (Principes fondamentaux de l'histoire de l'art, nouvelle trad. S. Zilberfarb, Paris, L’Écarquillé, 2023[8])
- 1921 - Das Erklären von Kunstwerken (L’explication des œuvres d’art, trad. S. Zilberfarb, Paris, L’Écarquillé, 2018[9])
- 1931 - Italien und das deutsche Formgefühl. Die Kunst der Renaissance
- 1943 - Gedanken zur Kunstgeschichte (Réflexions sur l'histoire de l'art, trad. R. Rochlitz, Paris, Flammarion, 1997)